# Sibuzati
I Sibuzati (Suburati o Sibulati, chiamati anche Sibusati da Giulio Cesare, o Sybillati da Plinio), furono un popolo celtico dell'Aquitania che viveva nella provincia basca di Soule.
I loro nome è ha dato origine a quello della provincia: Zuberoa (Xiberua/Ziberua) in basco, Subola in Latin.